# دره رشت

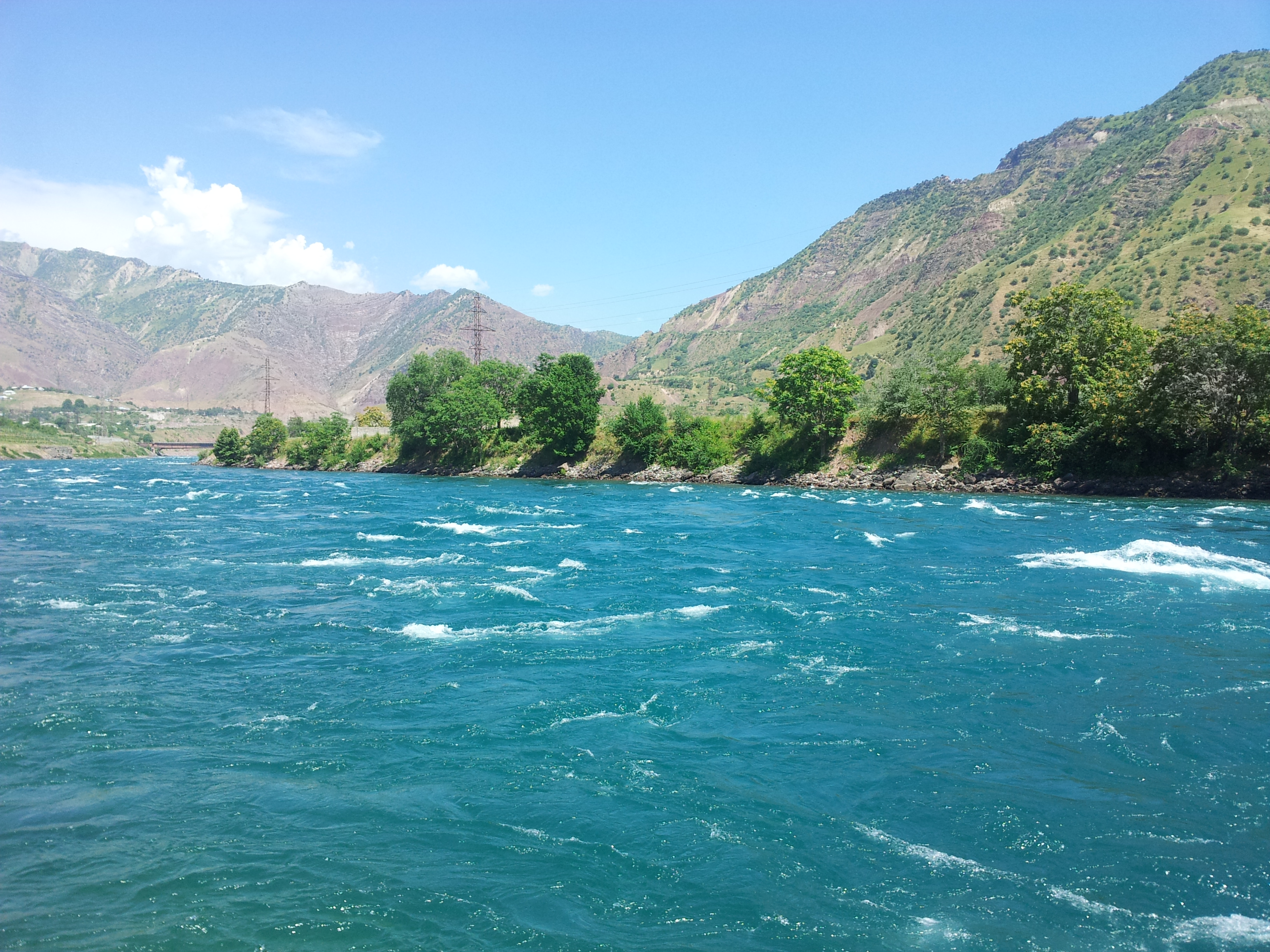
رودخانه وخش

دره رشت (روسی: Раштская долина؛ تاجیکی: Водии Рашт) در تاجیکستان واقع شده‌است و بخش قابل توجهی از ناحیه‌های تابع جمهوری را تشکیل می‌دهد که شامل شش ناحیه لخش، رشت، راغون، طویل‌دره، تاجیک‌آباد و نورآباد می‌شود. دره رشت از لحاظ تاریخی کاروتگین یا کاراتگین نیز نامیده شده‌است. در طول جنگ داخلی تاجیکستان (۱۹۹۲–۱۹۹۷)، این منطقه پایگاهی برای نیروهای مخالف دولت امامعلی رحمان بود و به محل نبردهای متعدد تبدیل شد. قابل ذکر است که چهار عضو هیئت ناظران سازمان ملل متحد در تاجیکستان در سال ۱۹۹۸ در منطقه غرم به قتل رسیدند.
از دهه ۱۹۲۰ تا ۱۹۵۵ دره رشت در محدودهٔ ولایت غرم قرار داشت.